# 長野市オリンピック記念アリーナ

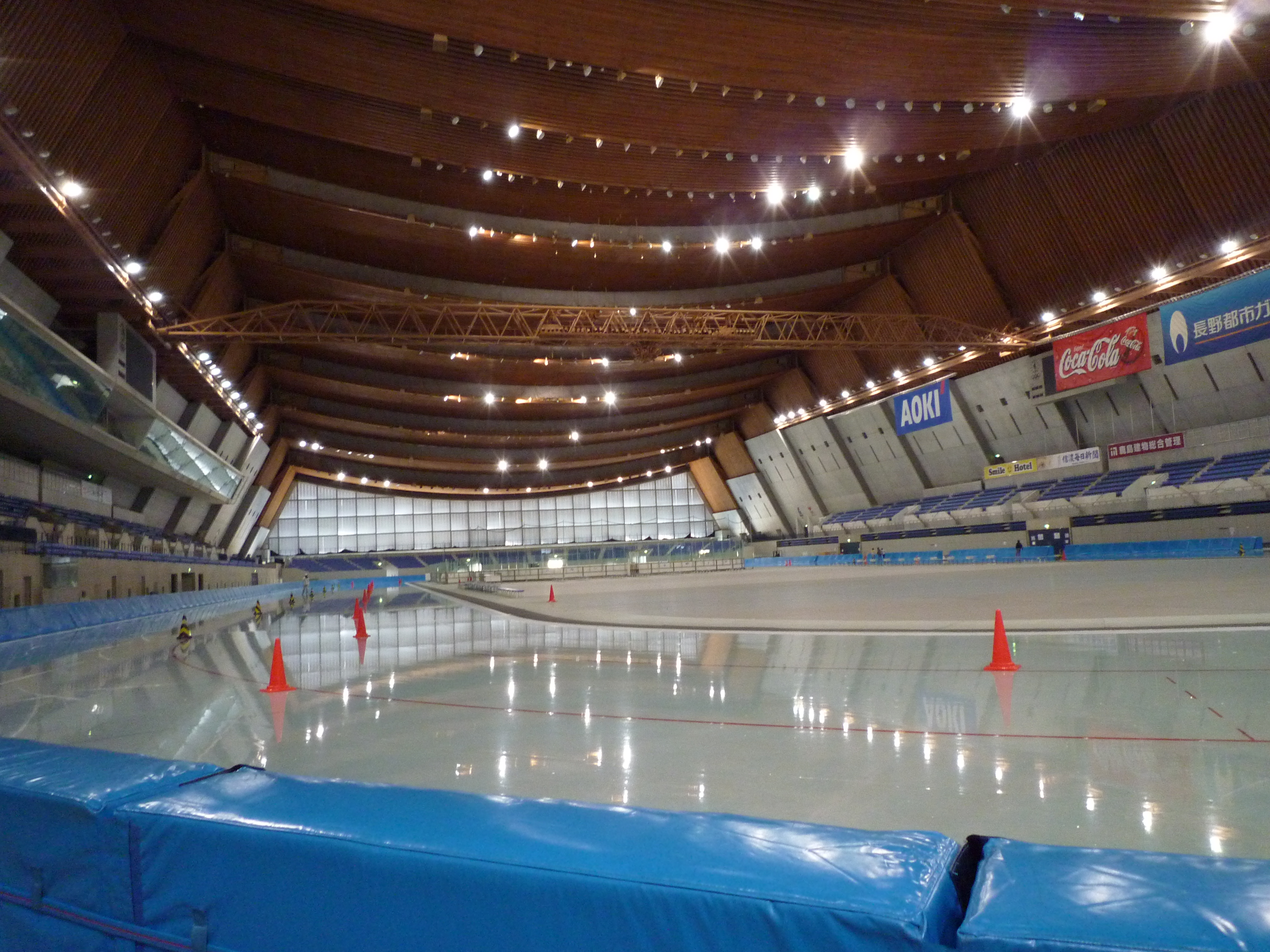
屋内スケートリンク

長野市オリンピック記念アリーナ（ながのしオリンピックきねんアリーナ, 英語: Nagano Olympic Memorial Arena）は、長野県長野市に所在する多目的アリーナ。愛称はエムウェーブ（M-WAVE）。秋季から冬季にかけては400mダブルトラックを有する屋内型スケートリンクとして営業する。
施設は長野市が所有し、市・長野県と民間が出資する第三セクターの株式会社エムウェーブが指定管理者として運営管理を行っている（後述）。

## 概略
長野市東部の朝陽と大豆島の両地域に跨る場所に所在する。秋季・冬季に営業するスケートリンクは、屋内型としては日本国内初の400m標準ダブルトラックの国際スケート連盟公認リンクである。
1998年長野オリンピックのスピードスケート会場として建設。2002年世界フィギュアスケート選手権が開催された。冬季営業外では各種スポーツ大会、大規模展示会のほかコンサートなどが行なわれる。
かつて場内には有料施設の長野オリンピック記念館が設置されており、長野オリンピックのメダルや資料などの展示、長野オリンピックを振り返るハイビジョンシアターなどが設置されていたが、入場者数の低迷により2008年4月に記念館は廃止された。現在は無料施設の長野オリンピックミュージアムとしてリニューアルしている。
会場名の由来はアリーナの断面構造がその名の通り英文字アルファベットの『M』に似ているため。元来は信州の山並みをイメージした構造であり、天井の梁には地元長野県産のカラマツ材を用いている。
長野県をホームとするローカルプロレス団体：信州プロレスが興行を行うこともあり、過去には新日本プロレスも興行を行ったことがある。

## 沿革
- 1994年（平成6年）3月 - 着工。
- 1996年（平成8年）11月1日 - 竣工。
- 1998年（平成10年）
  - 2月 - 1998年長野オリンピック開催。スピードスケート会場として使われる。
  - 7月1日 - 一般営業開始。
- 1999年（平成11年）2月7日 - 「長野オリンピック記念館」開館。
- 2008年（平成20年）4月 - 「長野オリンピック記念館」閉館。「長野オリンピック記念展示コーナー」となる。
- 2015年（平成27年）9月 - 「長野オリンピック記念展示コーナー」がIOCの公認博物館団体「オリンピック・ミュージアム・ネットワーク（OMN）」に加盟、「長野オリンピックミュージアム」に改名[9]

## 過去に開催された主な競技大会
- 1997年（平成9年） - 世界スピードスケート選手権
- 1998年（平成10年） - 1998年長野オリンピック、長野パラリンピック開閉会式
- 1999年（平成11年） - 第54回国民体育大会（ながの国体）総合開会式・スケート競技会
- 2000年（平成12年） - 世界距離別選手権
- 2002年（平成14年） - 2002年世界フィギュアスケート選手権
- 2004年（平成16年） - 世界スプリント選手権
- 2005年（平成17年） - スペシャルオリンピックス冬季世界大会開閉会式

毎年、10月末にはシーズンインを告げる大会として、ワールドカップ代表選考会を兼ねる全日本距離別選手権が開催され、12月にはワールドカップ短距離種目の開幕戦が開催される事が恒例となっている。

## 運営企業
株式会社エムウェーブは、長野市オリンピック記念アリーナの管理運営を目的に長野市などが出資して設立された第三セクター。
現在は長野市若里多目的スポーツアリーナ（ビッグハット）・長野市若里文化ホールの管理運営も受託している。

### 沿革
- 1998年（平成10年）6月1日 - 設立。長野市オリンピック記念アリーナの管理運営を受託
- 2006年（平成18年） - 長野市若里多目的スポーツアリーナ（ビッグハット）・長野市若里市民文化ホールの管理運営を長野市から受託

### 受託施設
- 長野市オリンピック記念アリーナ - 長野オリンピックスピードスケート会場
  - 長野県長野市北長池195
- 長野市若里多目的スポーツアリーナ - 長野オリンピックアイスホッケーA会場
  - 長野県長野市若里三丁目22番2号
- 長野市若里市民文化ホール - 長野オリンピック国際放送センター

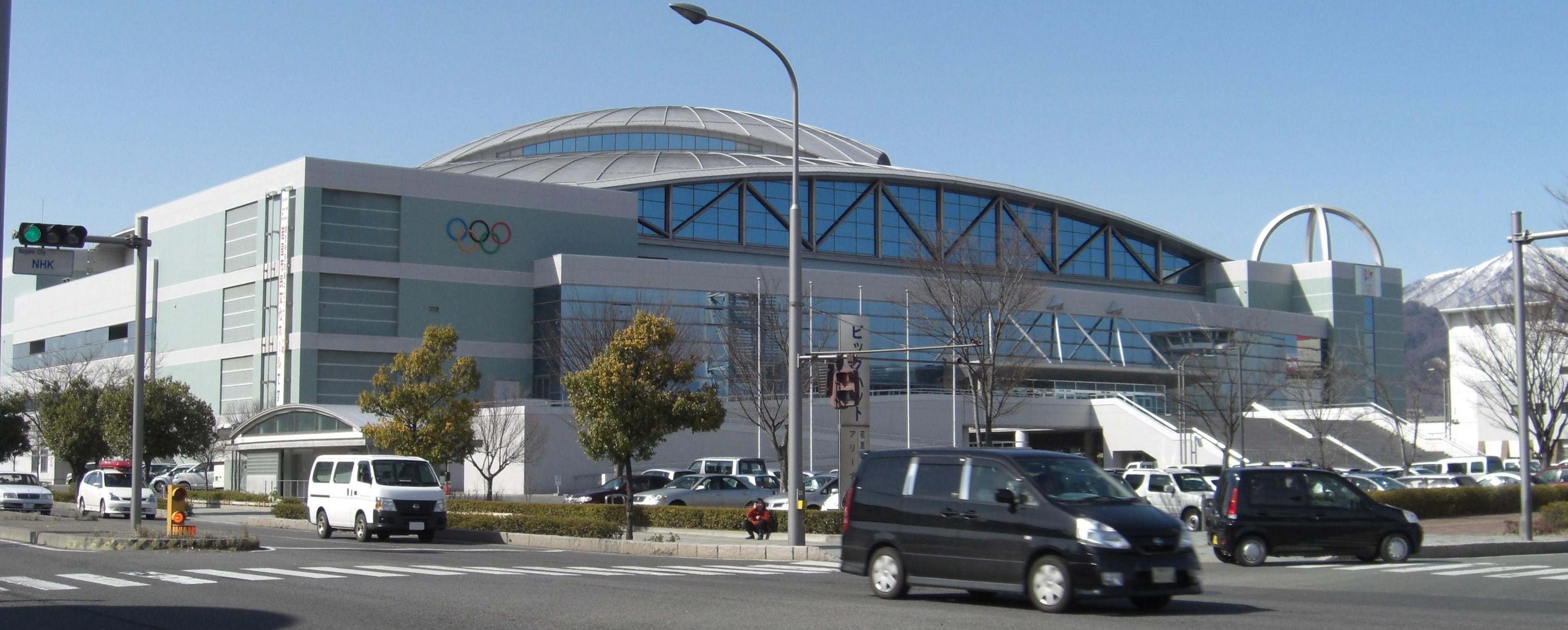
長野市若里多目的スポーツアリーナ（ビッグハット）

  - 長野県長野市若里三丁目22番2号

### 所属選手
- 牛山貴広（競輪）
- 小島良太 (スケート選手)

## アクセス
- 上信越自動車道・須坂長野東ICから車で約5分
- JR東日本、長野電鉄・長野駅東口から長電バス 82・82B系統に乗車、「エムウェーブ前」下車